# Обитель лжи
«Оби́тель лжи» (англ. House of Lies, досл. Дом лжи) — американский трагикомедийный телесериал, рассказывающий о жизни и работе консалтинговых менеджеров. Телесериал основан на книге «Обитель лжи: Как стратегические консультанты крадут ваши часы, а затем сообщают вам время» (англ. House of Lies: How Management Consultants Steal Your Watch and Then Tell You the Time), автором которой является бывший консультант фирмы Booz Allen Hamilton Мартин Кин. Премьера сериала состоялась 8 января 2012 года на телеканале Showtime.
17 мая 2016 года стало известно, что пятый сезон сериала станет последним.

## Сюжет
Марти Каан (Дон Чидл) и его команда состоящая из 4 человек — одна из групп консалтинговой фирмы, которая дает советы другим компаниям по улучшению их финансовой деятельности. Четыре дня в неделю у них вылеты в другие города и один день работы в офисе, а затем идут выходные, полные обескураживающего веселья и безумия, хотя трудовые будни весьма скучны. Для них главное — это работа: закрыть сделку любыми способами, даже если при этом нужно закрыть глаза на этику и мораль.

## Актёрский состав
| Актёр             | Персонаж             | Сезоны    | Сезоны    | Сезоны    | Сезоны       | Сезоны    |
| Актёр             | Персонаж             | 1         | 2         | 3         | 4            | 5         |
| ----------------- | -------------------- | --------- | --------- | --------- | ------------ | --------- |
| Дон Чидл          | Мартин (Марти) Каан  | Постоянно | Постоянно | Постоянно | Постоянно    | Постоянно |
| Кристен Белл      | Джинни ван дер Хувен | Постоянно | Постоянно | Постоянно | Постоянно    | Постоянно |
| Бен Шварц         | Клайд Оберхольд      | Постоянно | Постоянно | Постоянно | Постоянно    | Постоянно |
| Джош Лоусон       |                      |           |           |           |              |           |
| Дон Оливьери      | Моника Тэлбот        | Постоянно | Постоянно | Постоянно | Периодически |           |
| Донис Леонард мл. | Роско Каан           | Постоянно | Постоянно | Постоянно | Постоянно    | Постоянно |
| Глинн Тёрмен      | Джеремайя Каан       | Постоянно | Постоянно | Постоянно | Постоянно    | Постоянно |

## Разработка
13 декабря 2010 года был заказан пилотный эпизод сериала «Обитель лжи». 7 апреля 2011 года Showtime заказал первый сезон из двенадцати эпизодов.
1 февраля 2012 года сериал продлён на второй сезон. 29 января 2013 года Showtime продлил сериал на третий сезон. 18 февраля 2014 года сериал был продлён на четвёртый сезон. 31 марта 2015 года было объявлено о продлении шоу на пятый сезон.

## Эпизоды
| Сезон | Сезон | Эпизоды | Оригинальная дата показа | Оригинальная дата показа |
| Сезон | Сезон | Эпизоды | Премьера сезона          | Финал сезона             |
| ----- | ----- | ------- | ------------------------ | ------------------------ |
|       | 1     | 12      | 8 января 2012            | 1 апреля 2012            |
|       | 2     | 12      | 13 января 2013           | 7 апреля 2013            |
|       | 3     | 12      | 12 января 2014           | 6 апреля 2014            |
|       | 4     | 12      | 11 января 2015           | 29 марта 2015            |
|       | 5     | 10      | 10 апреля 2016           | 12 июня 2016             |

## Награды и номинации
| Год  | Награда                      | Категория                                                        | Номинант | Результат |
| ---- | ---------------------------- | ---------------------------------------------------------------- | -------- | --------- |
| 2012 | Прайм-тайм премия «Эмми»     | лучшая мужская роль в комедийном сериале                         | Дон Чидл | Номинация |
| 2012 | Золотой глобус               | лучшая мужская роль в телевизионном сериале — комедия или мюзикл | Дон Чидл | Победа    |
| 2013 | NAACP Image Award            | выдающаяся мужская роль в комедийном сериале                     | Дон Чидл | Победа    |
| 2013 | Выбор телевизионных критиков | лучшая мужская роль в комедийном сериале                         | Дон Чидл | Номинация |
| 2013 | Прайм-тайм премия «Эмми»     | лучшая мужская роль в комедийном сериале                         | Дон Чидл | Номинация |
| 2013 | Золотой глобус               | лучшая мужская роль в телевизионном сериале — комедия или мюзикл | Дон Чидл | Номинация |